# جون ويسليس (لاعب اتحاد الرغبي)
جون ويسليس (بالإنجليزية: Johan Wessels)‏ هو لاعب اتحاد الرغبي جنوب أفريقي، ولد في 29 نوفمبر 1988 في فيرينخن في جنوب أفريقيا.

## وصلات خارجية
- جون ويسليس على موقع ItsRugby.co.uk (الإنجليزية)